# 測試工作
在軟體開發中，測試工作是指所有軟體測試的工作量及成本（包括後續會發生的測試）。測試成本和失敗成本（直接的，間接的，失敗矯正成本）有直接的關係。許多因素會影響測試工作的量，包括软件开发过程的成熟度、待測軟體的品质及可測試性、測試架構、成員的技能、測試目的及測試策略。

## 估計測試工作的方式
因為上述因素彼此會互相影響，很難去分析所有的因素。以下的作法可以用來估計測試工作量，可分為從上往下的估計，以及從下往上的估計。從上往下的估計是根據公式，而且和開發過程的花費有關：機能點分析（FPA）及測試點分析（TPA）以及其他方法。從下往上的估計是根據細部的資料，而且需要專家的參與，從下往上的估計包括以下方法：工作分解结构（WBS）及宽带德尔菲法（WBD）。
也可以用以下的技巧來估算測試工作量。
- 將軟體的大小以人月來表示，再利用轉換係數，轉換為測試工作。例如測試一個機能點需要二個人小時，或是測試一個用戶案例點需要四個人小時，或是測試一個軟體大小單位需要三個人小時。
- 將軟體的大小轉換為測試專案的大小，像是測試點或是軟體測試單位等，再透過轉換係數將測試專案的大小轉換為測試工作量。
- 利用測試點或軟體測試單位來計算測試專案大小，還沒有文獻清楚說明推導測試點的方法，不過Murali的一篇論文有定義如何計算軟體測試單位。
- 也可以用德尔菲法或是基于类比的估计技术來推導測試專案大小及測試工作量。

## 文獻中的測試工作
在文獻中，測試工作的成本約佔總成本的20%至70%，隨著各專案的情形而不同。若考慮測試程序中每一階段的測試工作，各專案也有很大的差異，平均而言，測試規格及測試執行約各佔40%。

## 外部連結
- Wide Band Delphi
- Test Effort Estimation （页面存档备份，存于）